# James H. Ward
Pour les articles homonymes, voir Ward.
James Harmon Ward, né le 25 septembre 1806 à Hartford et mort le 27 juin 1861, est le premier officier de la Marine des États-Unis tué pendant la guerre de Sécession.
Il est un des ancêtres de l'acteur américain Andy Devine.
L'USS Ward (DD-139) est nommé en sa mémoire.